# Strabon
Strabon, en grec ancien Στράϐων / Strábôn tiré de l'adjectif στράϐων (strábôn), « qui louche », en latin Strabo, est un géographe et historien grec né à Amasée dans le Pont (actuelle Amasya en Turquie) en 68 av. J.-C. et mort après 23 ap. J.-C.

## Biographie
Strabon ne nous a laissé que très peu d’informations sur sa vie. Il est issu d’une famille illustre d’Amasée, en Asie mineure, famille qui a eu un rôle important dans la vie politique du royaume. Strabon a suivi pendant sa jeunesse de nombreux enseignements. Tyrannion, Aristodème et Xénarque sont les maîtres qu'il cite, tous Grecs, grammairiens ou philosophes. 
Bien qu’aucun d’entre eux ne soit stoïcien, Strabon subit l'influence de cette pensée, comme il l'évoque lui-même au livre II de sa Géographie. Il s'installa à Rome probablement juste avant la mort de César, ce qui fait de lui une source supplémentaire pour l’étude de l’histoire romaine sous Auguste. À ses nombreux séjours à Rome s'ajoutent d’autres voyages, notamment dans le reste de l’Italie mais aussi en Afrique (Éthiopie, Égypte en particulier). 
Son voyage en Égypte et plus précisément sur le Nil s’est fait en compagnie d’Aelius Gallus, préfet romain qui fut un de ses grands amis. Il n'est cependant jamais allé en Gaule ni en Hispanie, qu'il ne connait que par d'autres sources. 
Ses nombreux voyages lui permirent d’accumuler une documentation suffisante pour écrire la Géographie, un ouvrage en 17 livres, organisés par région. Fondé sur une démarche scientifique et ethnographique, cet ouvrage apparaît comme une œuvre notable pour l’époque du fait de son ampleur. On sait également que Strabon avait écrit, avant sa Géographie, des Commentaires historiques en 43 livres. De cet ouvrage écrit entre 37 av. J.-C. et le début de la Géographie, il ne nous reste que quelques fragments. Enfin, Strabon ne cache pas son admiration pour Rome. On peut considérer que « Strabon accepte ainsi de mettre l’érudition grecque au service de la conquête romaine ». Les détails de sa vie après 20 av. J.-C. sont obscurs, mais il semble particulièrement bien connaître la Judée, ce qui suggère qu'il a pu passer du temps à la cour d'Hérode Ier le Grand. Il est possible qu'il ait passé ses dernières années autour de Naples ou dans sa ville natale d'Amasée à la cour de Pythodoris de Trallès, la petite-fille putative de Marc Antoine. Il aurait corrigé sa Géographie jusqu’aux alentours de 23 après J.-C., approchant alors des 90 ans.

## Commentaires historiques

### Contenu
De l’œuvre historique de Strabon, seuls quelques fragments nous restent, et les historiens ne sont pas d’accord quant à la composition de cette œuvre :
- pour certains, Strabon serait à l’origine de deux écrits distincts : les Commentaires historiques (Historika Hypomnémata) en 43 livres et les Suites à Polybe (Ta meta Polybiou), composé d’au moins 6 livres ;
- pour d’autres, ces deux parties constitueraient un même ensemble divisé en deux parties.

Seize des fragments conservés décrivent des événements survenus entre 107 et 37 av. J.-C. Strabon aurait composé une histoire universelle depuis 146 av. J.-C., date à laquelle Polybe a arrêté son propre ouvrage Histoires. Strabon lui-même a confirmé que son travail commence à la fin de l'œuvre de Polybe et que l'ouvrage comprenait quatre livres d'introduction, dont le contenu - non précisé - était peut-être un résumé d'événements antérieurs.
Il semble avoir arrêté son ouvrage en 37 av. J.-C., soit huit ans avant le retour d'Octave à Rome et la fin des guerres civiles (époque de la chute de la République romaine). Dans son travail, il a sans doute utilisé non seulement Polybe mais également d'autres sources comme Timagène, Asinius Pollion ou encore Posidonios.

## Géographie

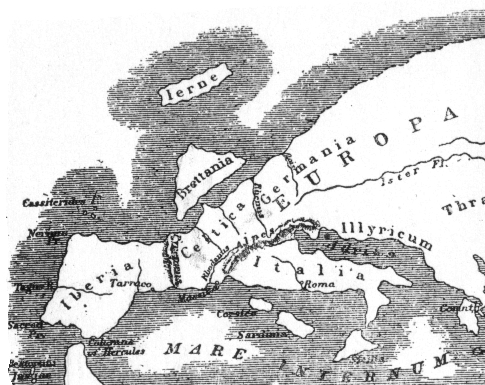
L'Europe telle que la voyait Strabon.

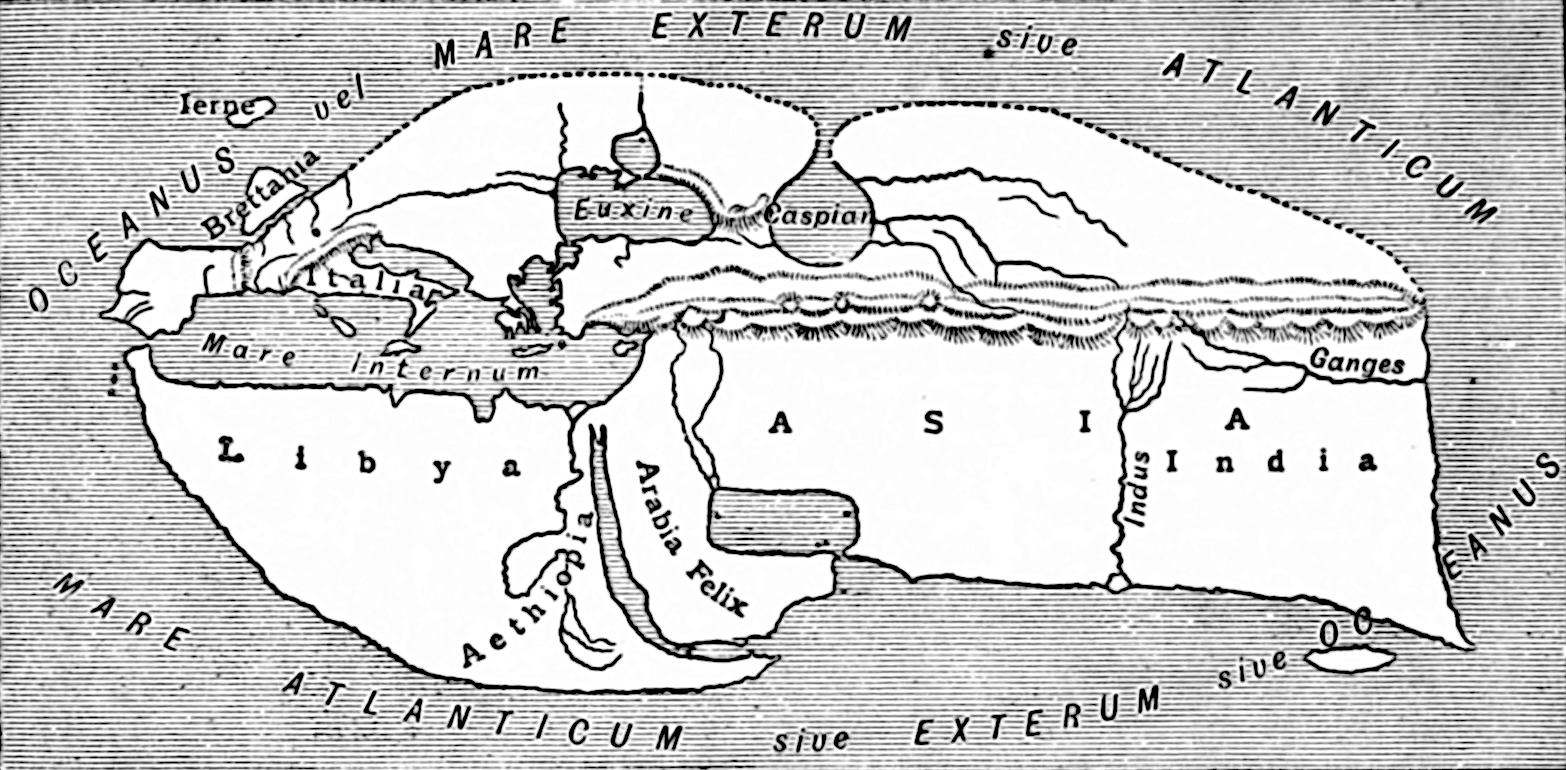
Carte du monde vu par Strabon.

La Géographie de Strabon est divisée comme suit :
- les livres I et II constituent une longue introduction, où Strabon entend prouver que le géographe Ératosthène a eu tort de rejeter l'œuvre d'Homère d'un point de vue géographique ;
- les livres III à X décrivent l'Europe, et plus particulièrement la Grèce (livres VIII-X) ;
- les livres XI à XIV décrivent l'Asie Mineure ;
- les livres XV et XVI décrivent l'Orient ;
- le livre XVII décrit l'Afrique (Égypte et Libye).

### Contenu
Strabon pensait que la fortune de la Grèce était partiellement due à sa situation maritime, et esquissait une corrélation entre l'avancement d'un peuple en matière de civilisation et son contact avec la mer.
En même temps, insistant sur le fait que la géographie ne peut à elle seule expliquer la grandeur d'un peuple, il affirme que la civilisation grecque repose sur l'intérêt de ses citoyens pour les arts et la politique.
Si son œuvre reprend parfois des textes antérieurs de plusieurs siècles, sa connaissance du droit romain des différentes cités en fait aussi une source essentielle pour décrire les débuts de la romanisation en Gaule et dans la péninsule Ibérique. Il montre ainsi, dans les livres III et IV notamment, le développement d'une nouvelle culture dans ces régions, à la suite de l'acculturation partielle des populations. Il décrit aussi quelques éléments de paysage et vie commune, dont la forme des maisons, qui par exemple en Gaule belgique (Gallia belgica) étaient selon lui des « bâtiments isolés et de forme ronde, formés d'ais et de claies d'osier, et surmontés d'un toit fort élevé et probablement terminé en pointe ». Strabon situe formellement les Séquanes à l'Est de la Saône. Il consacre quelques lignes (Géographie, 4,2,3) aux événements en Gaule lors de la révolte des Gaulois et confirme l'importance des effectifs qui furent rassemblés par Vercingétorix. Il souligne l'identité topographique des deux sites de Gergovie, où César subit une défaite, et d'Alésia : Gergovie « sur une haute montagne », Alésia « aussi sur une éminence élevée, mais entourée de montagnes et de deux rivières ».
L'œuvre de Strabon resta dans l'ombre sous l'Empire romain, auquel Strabon portait pourtant un certain attachement.

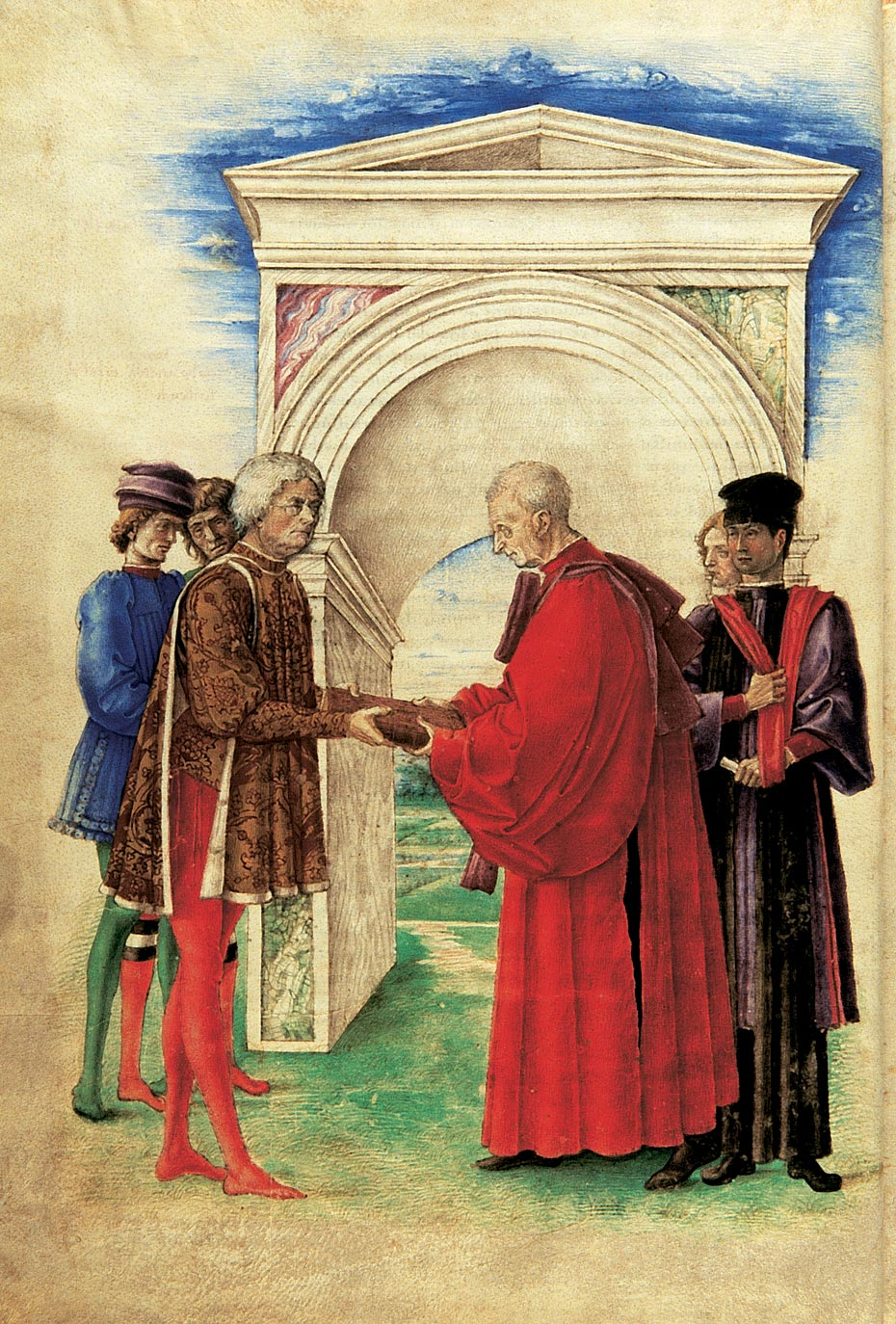
Guarino de Vérone remettant sa traduction de Strabon à son commanditaire Jacopo Antonio Marcello, miniature de Giovanni Bellini dans le De situ orbis d'Albi.

Ce n'est qu'à partir du Ve siècle qu'elle commence à être citée, et que Strabon devient même l'archétype du géographe.
Au XVe siècle l'érudit italien Guarino de Vérone traduisit la totalité de l'œuvre de Strabon, contribuant ainsi à sa redécouverte. Les historiens classiques comme Wilamowitz ont reconnu l'intérêt de cette œuvre, ainsi que sa valeur littéraire, qui lui permet même de décrire un lieu où il n'est pas allé mieux que Pausanias, qui l'avait visité.
Grâce à ses nombreux voyages, Strabon contribue également à dresser la liste des Sept Merveilles du monde. Il affirme notamment :

« Babylone est située […] dans une plaine. Ses remparts ont 365 stades de circuit, 32 pieds d'épaisseur et 50 coudées de hauteur dans l'intervalle des tours, qui elles-mêmes sont hautes de 60 coudées. Au haut de ce rempart on a ménagé un passage assez large pour que deux quadriges puissent s'y croiser. On comprend qu'un pareil ouvrage ait été rangé au nombre des Sept Merveilles du monde »

— Géographie [détail des éditions] [lire en ligne], XVI, 1, 5 (« L'Assyrie, l'Adiabène et la Mésopotamie »).
Dans le tome VII de son ouvrage Géographie, Strabon indique que le chronologiste Apollodore d'Athènes rappelle que grâce au récit d'Élien nous connaissons l'existence d'une île-continent située à l'ouest de l'océan Atlantique, dénommée Méropide par Théopompe. Ce dernier décrit Méropide dans le tome VIII de ses Philippiques : « L'Europe, l'Asie et la Libye étaient autant d'îles autour desquelles circulait l'Océan ; en dehors de ce monde existait un continent unique d'une immense étendue, peuplé de grands animaux ; les hommes qui l'habitaient, les Méropes, avaient une stature double de la nôtre, et la durée de leur vie s'allongeait dans la même proportion. On trouvait chez eux de grandes et nombreuses cités, des fleurs particulières, et des lois tout différentes de celles qui nous régissent ».
En France, l'œuvre de Strabon a été traduite à la demande de Napoléon Bonaparte au début du XIXe siècle alors qu'il était consul. D'autres traductions seront ensuite réalisées par des historiens et spécialistes des langues anciennes.
Une rue de Carthage, située à proximité des ports puniques, porte son nom.

### Nature et utilité de la géographie selon Strabon
« La géographie est une affaire de philosophes ». C’est sur cette citation que débute son œuvre. Il reconnaît la double fonction de la géographie, une première purement intellectuelle qui apporte son savoir encyclopédique sur les phénomènes du ciel, de la terre et de la mer. Pour Strabon, l’astronomie et la géométrie sont essentielles à la géographie afin de situer avec précision les lieux. La technique, les mathématiques et la physique sont donc importantes pour la compréhension du monde qui les entoure. Mais d’après lui, la géographie n’est pas seulement théorique, elle apporte son lot de connaissance à la vie politique et la géopolitique du monde. Elle est donc essentielle pour un gouvernement afin de diriger au mieux ses relations politiques.

### Sa description de l'Europe et du monde
Il a une vision assez proche de celle d'Ératosthène. Les voyages de Strabon se situent principalement en mer Méditerranée, en Asie Mineure et dans les îles Égéennes. Mais l’essentiel de ses sources proviennent de la littérature géographique ancienne ou récente.
Strabon parle d’abord de l’océan extérieur, qui entoure la terre habitée, formant ainsi une île. Il entre à l’intérieur des terres par le biais de quatre golfes : la mer Caspienne, le golfe Persique, le golfe arabique et la mer Méditerranée.
Strabon décrit aussi l’Europe avec énormément de détails, d’est en ouest. Il suit une description régionale de l’Europe, dont il connaît l'existence. Il tient des indications directionnelles avec une orientation ouest-est et nord-sud. Les périples constituent pour lui une source importante, lui permettant de situer des rivages, caps, criques, cause d'accidents de navigation.
Strabon propose cette description de l’Afrique : « Sur notre mer, le littoral est une ligne droite, à peu près sur toute la longueur depuis Alexandrie jusqu’aux Colonnes d'Héraclès, excepté les Syrtes […]. Quant au littoral océanique, depuis l’Éthiopie et sur une certaine longueur, on peut le considérer comme parallèle au premier ; puis de ces régions méridionales, il se relève en un promontoire aigu qui déborde légèrement à l’extérieur des Colonnes dessinant une sorte de trapèze. » La Libye (nom donné à l'Afrique par les Grecs) est divisée par les Grecs en 3 zones : le littoral méditerranéen jugé prospère, le littoral océanique, moyennement habitable et la région centrale qui est un désert de pierres et de sables. La Libye est le moins connu des trois continents, les peuples sont très peu connus des Grecs puisque très peu d’expéditions militaires y ont été organisées. Par exemple, Strabon énumère avec beaucoup de difficultés les noms de certaines tribus, tout en les situant approximativement.

## Éditions
Consulter la liste des éditions de cette œuvre 